# Райко Сергій Іванович
Сергій Іванович Райко (нар. 2 лютого 1964, Стебник) — радянський та український футболіст, що грав на позиції нападника та півзахисника. Відомий за виступами в низці українських команд різних ліг.

## Клубна кар'єра
Сергій Райко розпочав займатися футболом у дрогобицькій ДЮСШ, пізніше перейшов до футбольної школи львівського СКА. У 1981 році розпочав виступи на футбольних полях в аматорській команді «Хімік» з Дрогобича, наступного року розпочав виступи в дублюючому складі команди першої ліги СКА «Карпати» зі Львова. У 1983 році перейшов до дублюючого складу команди вищої ліги «Динамо» з Києва, але за короткий час перейшов до фактичного фарм-клубу київської команди «Динамо» з Ірпіня, яке грало в другій лізі. Райко став у ірпінській команді одним із кращих бомбардирів, і в 1986 році отримує запрошення від команди вищої ліги «Металіст» з Харкова, проте й цього разу грав лише за дублюючий склад вищолігової команди. З початку літа 1986 року грав за аматорську команду «Авангард» з Дрогобича, допомігши здобути їм друге місце у чемпіонаті Львівщини (за клубним заліком), а на початку 1987 році грав у складі аматорського клубу «Кремінь» з Кременчука.
Після початку сезону в командах майстрів 1987 року Сергій Райко став гравцем команди другої ліги «Таврія» з Сімферополя. Спочатку в складі команди він взяв участь в успішному для сімферопольської команди матчі чвертьфіналу Кубка СРСР, в якому «Таврія» в серії післяматчевих пенальті перемогла команду вищої ліги — харківський «Металіст». І хоча в півфінальному матчі з іншою командою вищої ліги — мінським «Динамо» — «Таврія» поступилася, це був найвищий успіх команди другої ліги (третього радянського дивізіону) за всю історію розіграшу Кубка СРСР. А в розіграші чемпіонату «Таврія» виграла зональний турнір другої ліги, отримавши титул чемпіона УРСР, а пізніше перемогла в турнірі переможців груп другої ліги, та отримала путівку до першої ліги. Сергій Райко відіграв у складі сімферопольської команди весь чемпіонський сезон 1987 року та повний сезон у першій лізі у 1988 році, після чого на початку 1989 року став гравцем кременчуцького «Кременя», який на цей час грав у другій лізі. У 1990 році Райко став гравцем тернопільської «Ниви», яка грала у буферній зоні другої ліги, та виступав у її складі до кінця сезону 1991 року.
У кінці 1991 року Сергій Райко поїхав грати до Польщі, де протягом чотирьох років грав у нижчоліговому клубі «Окоцімскі». У 1994 році повернувся в Україну, де грав за клуб другої ліги «Галичина» з Дрогобича. У 1995 році знову поїхав грати до Польщі, де протягом півтора року грав за клуб «Краковія». Навесні 1997 року Сергій Райко грав у клубі вищої української ліги «Нива» з Вінниці. У 1997 році короткий час Райко грав у аматорській команді «Нафтовик» з Борислава, після чого виїхав у США, де протягом десяти років був граючим тренером команди української діаспори «Крилаті» з Йонкерса.

## Досягнення
- Переможець Чемпіонату УРСР з футболу 1987, що проводився у рамках турніру в шостій зоні другої ліги СРСР.